# 荒道子
荒 道子（あら みちこ、本名：田中 道子（たなか みちこ）、1934年（昭和9年）11月20日 - ）は、日本の声楽家（メゾソプラノ・アルト）、音楽教育者。海外経験が豊富であり、欧州の歌劇場と専属契約する日本人歌手の草分けとして、オペラの重要な役柄を務めた。また、数多くのコンサートでも活躍している。現在は音楽教育者として後進の育成に注力している。

## 経歴
愛知県豊橋市出身。愛知県立時習館高等学校卒業。1961年（昭和36年）東京藝術大学声楽科卒。
藝大在学中にモーツァルト『フィガロの結婚』マルチェリーナでデビュー。1964年（昭和39年）には2月16,18日 日生劇場 ストラヴィンスキー『放蕩者のなりゆき』（指揮：森正）トルコ女ババ、続いて3月20日 NHK歌劇の夕べ・東京文化会館大ホール 石井歓『役の行者』（指揮：若杉弘）葛城の魔女を演じた後、留学に出発する。
1964  - 1966年（昭和39 - 41年）ベルリン音楽大学（現：ベルリン芸術大学）に留学。その間ミチコ・デ・コーヴァ夫人（田中路子）に大変世話になったという。
1967年（昭和42年）3月26,30日,4月1日 日生劇場・二期会提携公演 日生劇場 ヘンデル『ジュリアス・シーザー（ジューリオ・チェーザレ）』（指揮：若杉弘）コルネリアを務める。1968年7月6,8日 二期会 東京文化会館 ロッシーニ『シンデレラ（チェネレントラ）』（指揮：ニコラ・ルッチ）タイトルロールを演じ、その公演に対して同年度の第19回芸術選奨文部大臣新人賞を受賞。同年11月20日 - 12月3日 明治百年記念 文化庁芸術祭オペラ特別公演 石井歓『袈裟と盛遠』（指揮：若杉弘）官女で全国8ヶ所公演。
1969年（昭和44年）イタリア・フィレンツェのルイジ・ケルビーニ音楽院に留学。1971年（昭和46年）修了。フィレンツェに1976年まで7年間暮らす。この間、ミラノでL.・グァルリーニ夫人に師事。フィレンツェ市立劇場、シエーナのリヌォバーティー劇場、ジェノヴァのマルゲリータ劇場等に出演。1975年にはプッチーニ『蝶々夫人』スズキを務める。
その間、一時帰国し、1971年には7月4 - 13日 二期会 リヒャルト・シュトラウス『ナクソス島のアリアドネ』（指揮：若杉弘）女優、10月5,6日 文化庁芸術祭 東京室内歌劇場特別公演 モンテヴェルディ『オルフェオ』（指揮：田中信昭）使者シルビア、11月7 - 11日 二期会 オッフェンバック『ホフマン物語』（指揮：ヤン・ポッパー）ミューズ、11月21日 - 12月2日 文化庁移動芸術祭 二期会『フィガロの結婚』（指揮：秋山和慶）ケルビーノで全国公演、11月22,23日 NHK交響楽団第567回定期演奏会 ベルリオーズ『ファウストの劫罰』（指揮：ジャン・フルネ）マルグリートというハードスケジュールをこなしている。
1974年7月17,18,19日 二期会『コジ・ファン・トゥッテ』（指揮：飯守泰次郎）ドラベッラを務める。
1976年（昭和51年）ドイツのヴッパータール市立歌劇場と契約。
同年11月24,25日 二期会『コジ・ファン・トゥッテ』（指揮：ズデニェク・コシュラー）ドラベッラを再び務める。1977年7月27日 - 8月2日 文化庁青少年芸術劇場 二期会 プッチーニ『蝶々夫人』（指揮：森正）スズキで九州公演。
1980年からは日本に拠点を移し、10月2 - 14日 文化庁移動芸術祭 二期会 ビゼー『カルメン』（指揮：尾高忠明）タイトルロールで全国公演。同年11月21 - 23日 二期会 マスネ『ウェルテル』（指揮：小林研一郎）シャルロッテ。1981年3月14 - 16日 藤原歌劇団 ベッリーニ『カプレーティとモンテッキ』（指揮：ニコラ・ルッチ）ロメオ、9月30日 - 10月3日 東京室内歌劇場 ロッシーニ『イタリアのトルコ人』初演（指揮：田中信昭）ザイーダ。1982年9月22 - 24日 二期会 ヴェルディ『ファルスタッフ』（指揮：小澤征爾）メグ・ペイジ。1983年5月20,21日 二期会 ブリテン『真夏の夜の夢』（指揮：佐藤功太郎）ヒポリタ。1984年2月14 - 16日 二期会 ヴェルディ『リゴレット』（指揮：外山雄三）マッダレーナ。1986年2月19 - 21日 二期会 ヨハン・シュトラウス2世『こうもり』（指揮:尾高忠明）オルロフスキー公爵などに出演している。
コンサートにおいても、NHK交響楽団、日本フィルハーモニー交響楽団、新日本フィルハーモニー交響楽団、東京フィルハーモニー交響楽団、東京交響楽団、東京都交響楽団、群馬交響楽団、名古屋フィルハーモニー交響楽団、読売日本交響楽団、東京室内管弦楽団などと、『第九』（多数）、ベルリオーズ：劇的交響曲『ロメオとジュリエット』（指揮：小澤征爾）、マーラー：交響曲第2番『復活』（指揮：小澤征爾）、ベートーヴェン『ミサ・ソレムニス』（指揮：ハンス・シュミット＝イッセルシュテット）、ヘンデル：オラトリオ『メサイア』（指揮：奥田耕天）等で協演。
2009年11月21日、2014年11月29日には故郷の豊橋市でリサイタルを開催し「生涯現役」を貫いている。
畑中良輔、畑中更予、アンドレア・バラントゥーニ、ジュリエッタ・シミオナート、L.・グァルリーニ夫人に師事。
音楽教育者としては、武蔵野音楽大学講師、同大学助教授、同大学教授、東京学芸大学講師を務め、後進の育成に力を注いだ。門下生に本岩孝之、勝又久美子、國光智子、小坂井貴子、KAEなどがいる。2019年（令和元年）現在も故郷の豊橋市で「荒道子 声楽研究会」を主宰しており、毎月レッスンを行っている。2019年（令和元年）6月9日には穂の国とよはし芸術劇場アートスペースにおいて「荒道子 声楽研究発表会 2019ヴォーカルコンサート」を開催した。
二期会会員。日本演奏連盟会員。

## 受賞歴
- 1961年（昭和36年）第30回毎日音楽コンクール（日本音楽コンクール）声楽部門第3位
- 1969年（昭和44年）1968年度（昭和43年度）第19回芸術選奨文部大臣新人賞[40]

## ディスコグラフィー
- CD5枚組 ベートーヴェン：交響曲全集 指揮：岩城宏之、NHK交響楽団、ソプラノ：常森寿子、アルト：荒道子、テノール：金谷良三、バリトン：大橋國一、コロムビア・アカデミー合唱団
- CD2枚組 メンデルスゾーン：エリヤ 全曲 指揮：ヴォルフガング・サヴァリッシュ、NHK交響楽団、ルチア・ポップ、ペーター・ザイフェルト、アリシア・ナフェ、五十嵐郁子、福島明也、荒道子、小林一男
- CD 日本の声楽・コンポーザーシリーズ 3 芥川也寸志・伊福部昭 オムニバス
- CD ベートーヴェン：交響曲第9番『合唱』指揮：ロヴロ・フォン・マタチッチ、NHK交響楽団、伊藤京子、荒道子、森敏孝、大橋國一、東京混声合唱団、日本合唱協会、二期会合唱団、藤原歌劇団合唱部
- CD イタリア古典歌曲集 荒道子、田中瑶子
- CD ベートーヴェン：交響曲第9番 山田一雄、京都市交響楽団、秋山恵美子、荒道子、田口興輔、勝部太、京都市立芸術大学音楽学部合唱団、ベリョースカ合唱団
- 楽譜・原詩朗読・範唱CD＋伴奏CD 独習と受験のためのイタリア歌曲集 畑中良輔 歌唱監修／マリザ・ディ・ルッソ 朗読／音楽之友社 編 1 荒道子／大川隆子／佐々木正利／常森寿子／宮原卓也／三村和子 ISBN 9784276875319
- 楽譜・原詩朗読・範唱CD＋伴奏CD 独習と受験のためのイタリア歌曲集 畑中良輔 歌唱監修／マリザ・ディ・ルッソ 朗読／音楽之友社 編 2 荒道子／大川隆子／佐々木正利／常森寿子／宮原卓也／三村和子 ISBN 9784276875326
- LP 芥川也寸志/諸井誠作品集 中村邦子、瀬山詠子、伊藤京子、荒道子、栗林義信、三浦洋一
- LP イタリア古典歌曲集1＆2 松本美和子、荒道子（Sop＆alt）田中瑤子（pf）
- LP ブラームス『アルト・ラプソディ』、マーラー『さすらう若者の歌』他 指揮：クリストフ・ハース、名古屋フィルハーモニー交響楽団
- EP 世界民謡集 - 平田恭子/荒道子/黄耀明/高橋修一 小野崎孝輔編曲指揮 NME交響楽団